# Frances Gillmor
Frances Gillmor (Búfalo, 21 de mayo de 1903-Tucson, 28 de octubre de 1993) fue una folclorista y escritora estadounidense.

## Trayectoria
Nació en Nueva York en 1903, y fue la única hija de Annie McVicar y Abner Churchill Gillmor. En 1929, publicó su primera novela. Asistió a la Universidad de Chicago en 1921, pero la abandonó dos años después antes de graduarse en 1923, cuando se convirtió en periodista. Debido al estado de salud de su madre, su familia se mudó a Arizona en 1926 y regresó a la Universidad de Arizona, donde completó una licenciatura y una maestría en Artes, que finalizó en 1931. Gillmor se volvió experta después de haber realizado su tesis de maestría sobre John y Louisa Wade Wetherill en la reserva Navajo en Arizona.
Después de graduarse, dio clases en la Universidad de Nuevo México y la Universidad de Arizona. Con el objetivo de aprender español y mejorar su capacidad para relacionarse con los pueblos indígenas se trasladó a México, donde mantuvo a una relación con el ingeniero y arqueólogo noruego Ola Apenes. Estando en México, trabajó como periodista independiente cuando cubrió la Comisión Dewey en 1937 y entrevistó al artista Diego Rivera. Además, se interesó por la civilización mexica y comenzó a explorar sobre el monarca Nezahualcóyotl, del que luego publicó su biografía. Estudió en la Escuela Nacional de Antropología e Historia en 1952 y completó un doctorado, con distinción especial, en 1957 en la Universidad Nacional Autónoma de México. 
Mientras estudiaba la cultura azteca, también se interesó por el folclore y asistió en 1946 al instituto de folclore de la Universidad de Indiana, y empezó a recopilar las tradiciones orales en el suroeste de los Estados Unidos. Con el fin de conservar los documentos, creó el Archivo de Folclore de la Universidad de Arizona, que se centró en las tradiciones inglesa y española. Además, participó en la American Folklore Society, de la que fue su vicepresidenta en 1958 y 1964. 
En 1959 recibió una beca Guggenheim para estudiar teatro popular en España y México. En 1961, investigó sobre la historia precolombina de México, específicamente de algunos de sus gobernantes más importantes, como Moctezuma Ilhuicamina. Paralelamente a sus viajes e investigaciones, siguió enseñando en Arizona y recibió el premio de Enseñanza Creativa de la universidad en 1970.
Gillmor falleció el 28 de octubre de 1993 en Tucson, Arizona. Sus artículos de investigación se encuentran en las Colecciones Especiales de Bibliotecas de la Universidad de Arizona.

## Reconocimientos
En 2020, Gillmor fue incluida dentro del proyecto “Mujeres Investigadoras en los Archivos Estatales (1900-1970)” para la descripción archivística y creación de un micrositio específico en el Portal de Archivos Españoles (PARES), desarrollado entre 2020-2023. Este proyecto ha sido impulsado por la Subdirección General de Archivos Estatales, con el objetivo visibilizar la labor de investigación realizada en España por las mujeres en el intervalo 1900-1970 partiendo de los registros documentales que se conservan en los Archivos de Gestión de los AAEE del Ministerio de Cultura (el Archivo Histórico Nacional, el Archivo de la Corona de Aragón, el Archivo General de Simancas, el Archivo General de Indias, el Archivo de la Real Chancillería de Valladolid, el Archivo General de la Administración y el Centro de Información Documental de Archivos).

## Obra
- 1929 – Thumbcap Weir.
- 1930 – Windsinger.
- 1934 – Traders to the Navajos - The Story of the Wetherills of Kayenta.
- 1940 – Fruit Out of Rock.
- 1949 – Flute of the Smoking Mirror.
- 1964 – The King Danced in the Marketplace.